# Recorders (band)
Recorders is een Belgische indiegroep rond Gordon Vøfsnfjorden Delacroix, afkomstig uit Brussel. De band werd gevormd in 2008 en bracht twee ep's uit in eigen beheer, voordat ze hun debuutalbum in 2013 opnamen in Los Angeles met producer Tony Hoffer. Het album kreeg de naam Above the Tide. De video voor Purple and Gold won een prijs op het filmfestival van Namen. Above the Tide werd gefinancierd door crowdfunding, en kwam na een wissel van label uit op 15 september 2014.
In 2015 verlieten Arnaud de Ghellinck en Pierrick Destrebecq de band. Ze werden vervangen door Michael-John Joosen en Ben Broux. Eind 2015 kondigde de band hun tweede album Coast to Coast aan, dat uitgebracht werd op 19 februari 2016. Na het vertrek van ook Alexandre Meeùs bracht de band in april 2017 de ep I'm Losing My Mind But I'll Do Without uit.